# Cantons del Nièvre
Els Cantons del Nièvre (Borgonya) són 32 i s'agrupen en 4 districtes:

Cantons del Nièvre

- Districte de Château-Chinon (Ville) (6 cantons - sotsprefectura: Château-Chinon (Ville)) :
cantó de Château-Chinon (Ville) - cantó de Châtillon-en-Bazois - cantó de Fours - cantó de Luzy - cantó de Montsauche-les-Settons - cantó de Moulins-Engilbert

- Districte de Clamecy (6 cantons - sotsprefectura: Clamecy) :
cantó de Brinon-sur-Beuvron - cantó de Clamecy - cantó de Corbigny - cantó de Lormes - cantó de Tannay - cantó de Varzy

- Districte de Cosne-Cours-sur-Loire (7 cantons - sotsprefectura: Cosne-Cours-sur-Loire) :
cantó de la Charité-sur-Loire - cantó de Cosne-Cours-sur-Loire-Nord - cantó de Cosne-Cours-sur-Loire-Sud - cantó de Donzy - cantó de Pouilly-sur-Loire - cantó de Prémery - cantó de Saint-Amand-en-Puisaye

- Districte de Nevers (13 cantons - prefectura: Nevers) :
cantó de Decize - cantó de Dornes - cantó de Guérigny - cantó d'Imphy - cantó de La Machine - cantó de Nevers-Centre - cantó de Nevers-Est - cantó de Nevers-Nord - cantó de Nevers-Sud - cantó de Pougues-les-Eaux - cantó de Saint-Benin-d'Azy - cantó de Saint-Pierre-le-Moûtier - cantó de Saint-Saulge